# Добрятино (Меленковский район)
Добрятино (тж. Багоновка) — деревня в Меленковском районе Владимирской области. Входит в состав Бутылицкого сельского поселения с центром в селе Бутылицы.

## Географическое положение
Деревня Добрятино находится у границы Меленковского и Гусь-Хрустального районов, на полпути между селом Бутылицы и посёлком Добрятино. Близ деревни протекает река Варюха, левый приток Ушны.

## История
Деревня Добрятино Меленковского уезда Владимирской губернии была основана помещиком Добрятой. На карте Владимирской губернии 1865 года отмечена как деревня Добрятина. Добрятино входило в приход села Бутылицы. Приход состоял из самого села Бутылицы, сельца Кузьмина, и деревень: Вичкина, Ново-Николаевской, Максимова, Дубровки, Добрятина и Кошкина. По клировым ведомостям 1897 года в приходе числилось 2512 душ мужского пола и 2595 женского. В начале XX века в 5 км западнее деревни был основан посёлок Добрятино.

## Население
| 1859 | 1905 | 1926 | 2002 | 2010 | 2021 |
| ---- | ---- | ---- | ---- | ---- | ---- |
| 79   | ↗140 | ↗155 | ↘37  | ↘28  | ↘14  |

## Транспорт
В 1,5 км от деревни находится о.п. Максимовский Муромского отделения Горьковской железной дороги.